# Światło wieczne

Światło wieczne (ang. A Ring of Endless Light) – amerykański film należący do kategorii Disney Channel Original Movies.

## Opis fabuły
16-letnia Vicky - młoda poetka, spędza wakacje nad morzem. Wraz z rodzeństwem mieszka w domku dziadka, jedynego człowieka, przez którego czuje się zrozumiana. Pewnego dnia poznaje Adama, naukowca badającego zachowanie delfinów. Ze zdumieniem odkrywa, że rozumie ich język.

## Obsada
- Mischa Barton - Vicky Austin
- Ryan Merriman - Adam Eddington
- Jared Padalecki - Zachary Gray
- Scarlett Pomers - Suzy Austin
- Soren Fulton - Rob Austin
- James Whitmore - Dziadek
- Theresa Wong - Dr. Zand
- Penny Everingham - Cecily
- Sha'la'gaze - Ashley